# Trichodezia leucocratia
Trichodezia leucocratia är en fjärilsart som beskrevs av Louis Beethoven Prout 1937. Trichodezia leucocratia ingår i släktet Trichodezia och familjen mätare. Inga underarter finns listade i Catalogue of Life.